# Калу, Самуэль
Самуэль Калу (англ. Samuel Kalu; род. 26 августа 1997, Абиа) — нигерийский футболист, полузащитник клуба «Уотфорд» и сборной Нигерии.

## Клубная карьера
В 2015 году игрок приехал на просмотр в «Тренчин» и в течение пары месяцев за его игрой, а также игрой ещё нескольких нигерийцев, прибывших в Словакию наблюдали тренеры и селекционеры клуба. 9 декабря 2015 года с игроком был подписан двухлетний контракт.
27 февраля 2016 года игрок дебютировал в словацком чемпионате в поединке против «Слована», выйдя на замену на 58-й минуте вместо Митчелла Схета. 10 апреля в поединке против миявского «Спартака» забил свой первый мяч. Всего в дебютном для себя сезоне 13 раз появлялся на поле и трижды отличился.
6 августа 2018 года подписал пятилетний контракт с «Бордо». Во французском клубе получил номер 10.
15 августа 2021 года Калу потерял сознание в игре против «Марселя». Он смог встать и покинуть поле с помощью товарищей по команде, прижимая к голове пакет со льдом. Восемь минут спустя его заменил Реми Уден.
26 января 2022 года подписал контракт с английским клубом «Уотфорд» на 3.5 года.

## Достижения
«Тренчин»
- Чемпион Словакии: 2015/16